# René Char
René Char (14 tháng 6 năm 1907 – 19 tháng 2 năm 1988) là một trong những nhà thơ trữ tình lớn nhất của Pháp thế kỷ XX.

## Tiểu sử
René Char sinh ở L'Isle-sur-la-Sorgue, Vaucluse. Năm 1929 làm quen với André Breton, Paul Éluard và một số nhà thơ phái Siêu thực khác, in thơ ở tạp chí "Chủ nghĩa Siêu thực phục vụ cách mạng", trở thành một nhà thơ nổi tiếng từ thời kỳ này. Từ năm 1935 không tham gia những hoạt động của phái nhưng vẫn giữ quan hệ với những người bạn cũ.
Những năm 1941 – 1945 René Char tham gia chiến đấu chống phát xít. Ký ức về những năm tháng chiến đấu được thể hiện trong nhiều tập thơ và văn xuôi. Tập thơ Giận dữ và bí mật xuất bản năm 1948 được Albert Camus gọi là "một hiện tượng dị thường của thơ ca Pháp sau Cảm giác của Arthur Rimbaud và Rượu của Guillaume Apollinaire.
Những năm cuối cuộc đời René Char về sống trong trang trại của mình ở Provence. Năm 1955 gặp nhà triết học Martin Heidegger ở Paris. Trở về Provence, Char tổ chức các cuộc hội thảo về triết học của Martin Heidegger ở Provence. Martin Heidegger viết tặng René Char một tập thơ và thường xuyên nhắc đến thơ của René Char trong các tác phẩm của mình.
Ngoài thơ, René Char còn là tác giả của nhiều tập sách danh ngôn nổi tiếng. Ông được tặng thưởng nhiều huân chương của nước Pháp. Một giải thưởng dành cho các nhà thơ trẻ nước Pháp mang tên ông. Ở L'Isle-sur-la-Sorgue có bảo tàng René Char.

## Tác phẩm
- Arsenal (1929).
- Ralentir Travaux (Chiếc búa vô chủ, 1930 - in cùng André Breton và Paul Eluard) tập thơ.
- Artine (1930).
- Le marteau sans maître (1934).
- Seuls demeurent (1943).
- le Poème pulvérisé (1945).
- Feuillets d'Hypnos (1946).
- Fureur et mystère (Giận dữ và bí mật,1948) tập thơ nổi tiếng nhất.
- Les Matinaux (1950).
- A une sérénité crispée (1951).
- Recherche de la base et du sommet (Đi tìm nền móng và mái nhà, 1955) tập cách ngôn.
- La Parole en archipel (Lời ở quần đảo, 1962) tập thơ.
- Dans la pluie giboyeuse (1968).
- Le Nu perdu (Khoả thân lạc loài, 1971) tập thơ.
- Aromates chasseurs (1976).
- Chants de la Balandrane (1977).
- Fenêtres dormantes et porte sur le toit (1979).
- Les voisinages de Van Gogh (Xung quanh Van Gogh, 1985).
- Éloge d'une soupçonnée (1988).
- Œuvres complètes (Tuyển tập tác phẩm in năm 1983, Jean Roudaut viết lời giới thiệu)

## Một bài thơ
Allégeance

Dans les rues de la ville il y a mon amour. Peu importe où il va dans le temps divisé. Il n'est plus mon amour, chacun peut lui parler. Il ne se souvient plus; qui au juste l'aima? 
Il cherche son pareil dans le voeu des regards. L'espace qu'il parcourt est ma fidélité. Il dessine l'espoir et léger l'éconduit. Il est prépondérant sans qu'il y prenne part. 
Je vis au fond de lui comme une épave heureuse. A son insu, ma solitude est son trésor. Dans le grand méridien où s'inscrit son essor, ma liberté le creuse. 
Dans les rues de la ville il y a mon amour. Peu importe où il va dans le temps divisé. Il n'est plus mon amour, chacun peut lui parler. Il ne se souvient plus; qui au juste l'aima et l'éclaire de loin pour qu'il ne tombe pas? 

Sự an ủi

Tình yêu của tôi thơ thẩn trên đường phố. Chẳng lẽ còn ý nghĩa đi về đâu trong sự lựa chọn con đường? Đã lìa đứt sợi chỉ của thời gian. Giờ đã không còn là tình yêu tôi nữa mà mỗi người đều có thể chuyện trò. Tình đã quên tất cả, tình đã chẳng nhớ ra, ai đã trao cho tình linh hồn ngày đó.
Tình bây giờ đi tìm người như thế trong sự hứa hẹn của những ánh mắt nhìn. Tình xuyên qua không gian mà sự thủy chung của tôi vẫn giữ gìn. Tình vẽ ra hy vọng rồi xóa đi niềm hy vọng thật vô tâm. Tình trăm trận trăm thắng không tham dự vào những chiến công.
Tôi vẫn sống trong sâu thẳm của tình, giống như mảnh vỡ hạnh phúc của con tàu bị chìm. Tình không biết rằng sự cô đơn của tôi trở thành sự giàu có của tình. Trên đường kinh tuyến mênh mông, nơi đánh dấu sự thăng hoa của tình, tự do của tôi làm cho tình đổ vỡ.
Tình yêu của tôi thơ thẩn trên đường phố. Chẳng lẽ còn ý nghĩa đi về đâu trong sự lựa chọn con đường? Đã lìa đứt sợi chỉ của thời gian. Giờ đã không còn là tình yêu tôi nữa mà mỗi người đều có thể chuyện trò. Tình đã quên tất cả, tình đã chẳng nhớ ra, ai đã trao cho tình linh hồn ngày đó, ai đã chiếu sáng cho tình từ xa, để cho tình khỏi ngã.
Bản dịch của Nguyễn Viết Thắng